# Пермский звериный стиль

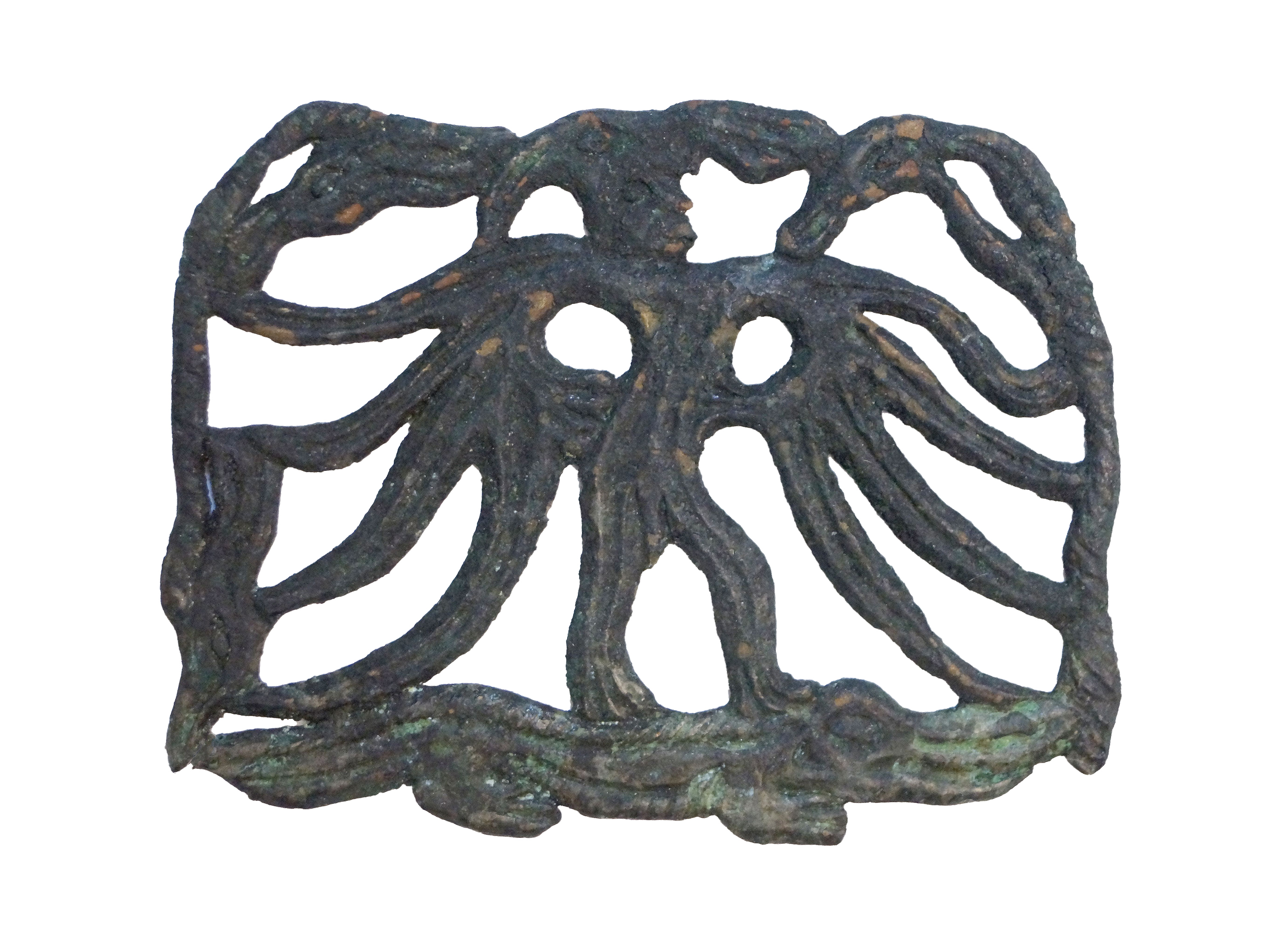
Человек с головой лося стоит на ящере. VIII век.

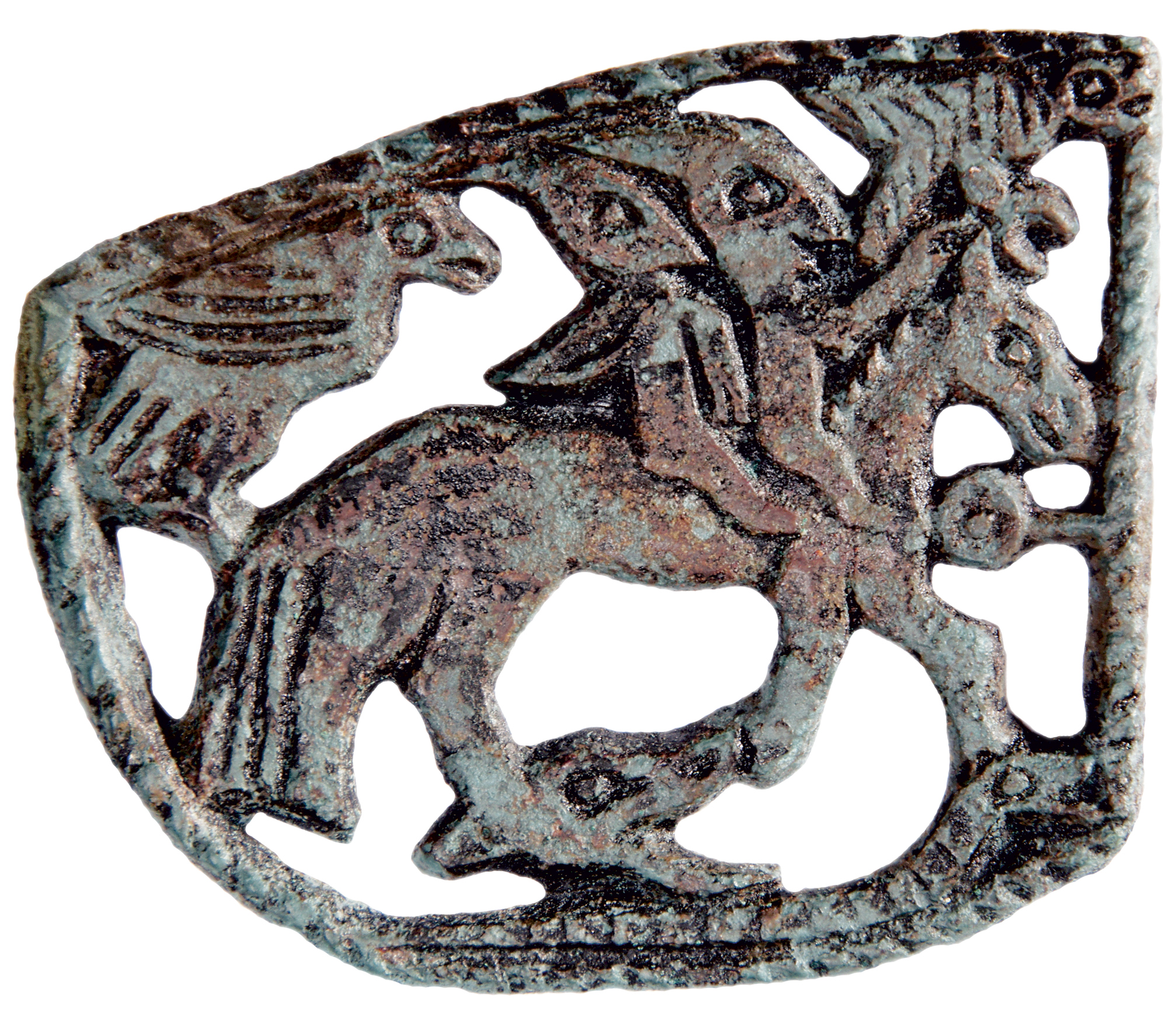
Две антропоморфные фигуры сидят на коне, стоящем на змее; группу сопровождают птицы. Перед лошадью расположен символ Солнца. X век.

Пе́рмский звери́ный стиль (коми Перым пемӧс стиль, также Шаманские изображения, Чудские образки, Культовое литье) — разновидность звериного стиля, бронзовой художественной пластики VII в. до н. э. — XII в. н. э. лесной и лесо-тундровой зоны Северо-Восточной Европы и Западной Сибири от Камско-Вятского бассейна до водораздела Енисея-Оби.
Предметы, выполненные в зверином стиле, во многих музеях России, в том числе Чердынского краеведческого музея, коллекциях Пермского государственного университета, Государственного исторического музея, Государственного Эрмитажа и другие.

## История
На территории Прикамья очень рано зародилась металлургия. Недалеко от современного села Оралово обнаружены литейные формы и тигли для литья меди, относящиеся к X—IX вв. до н. э. (Ананьинская культура).
Скорее всего, металлургами пермского звериного стиля были женщины: в пользу этой версии говорят находки литейных формочек в женских захоронениях.
Ученые считают, что данный стиль имеет местное происхождение. Можно предположить несколько центров возникновения стиля: Томское Приобье (кулайская культура), Зауралье и Предуралье (ананьинская культура). Сбор образцов пермского звериного стиля и научная работа с ними ведется с конца XIX века.
Наиболее древние предметы быта, относимые к пермскому звериному стилю, датируются VIII—III до н. э. Костяные и роговые гребни оформлены фигурками птиц и других животных. Часто это изображение лося, оленя, коня или хищной птицы. В эпоху раннего железного века расширяется не только материал, на котором изображаются животные, бронзовые булавки, браслеты, подвески гривны несут в себе изображения новых животных: змей, волков, собак, медведей. Мотивы пермского звериного стиля отдалённо перекликаются с подобными темами встречающимися по миру, например, в Мексике, а также распространены в стилизованных изделиях современных мастеров.

## Изучение
Изучение Пермского звериного стиля началось в конце XIX — начале XX в. Все исследователи сходятся на местном происхождении Пермского звериного стиля. В настоящее время возможно говорить о пермском зверином стиле как о локальном варианте урало-сибирского звериного стиля. Также исследователи выделяют и другие центры или локальные варианты урало-сибирского стиля, например, в Томско-Нарымском Приобье, Прикамье, горно-лесное Зауралье.
В 2010 году в серии, посвящённой культурным феноменам Пермского края, вышла книга, названная в прессе учебником или энциклопедией по пермскому звериному стилю — «Свидетельства утраченных времён. Человек и мир в пермском зверином стиле» Александра Доминяка (издательство «Книжный мир»). Она содержит классификацию предметов, выполненных в этом стиле, а также запечатлённых на этих предметах сюжетов. Кроме того, в ней рассматриваются возможности применения этих предметов и делается попытка построить картину мира древних ломоватовцев — авторов пермского стиля.

## Звериный стиль как туристический бренд Пермского края

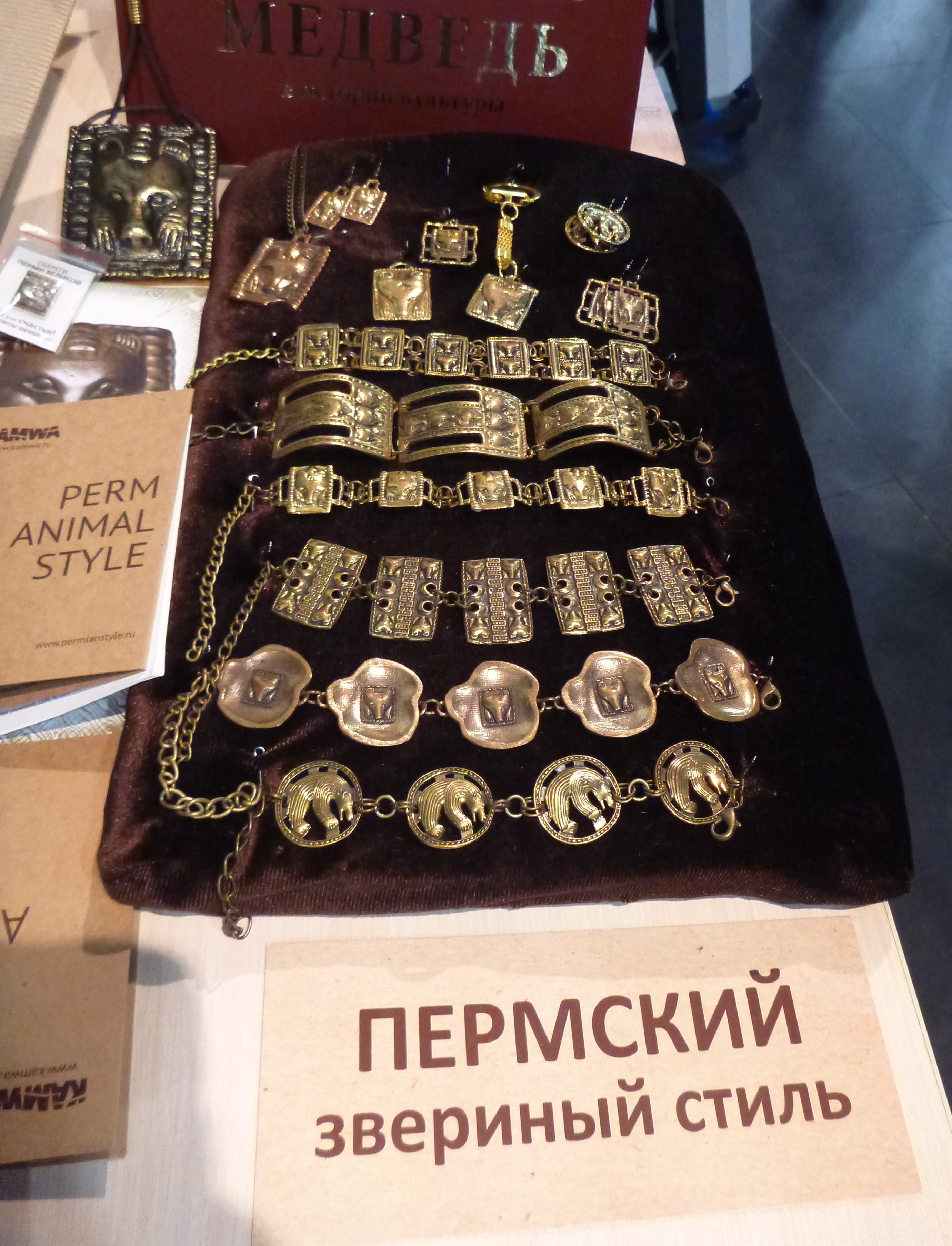
Стенд металлических изделий в «пермском зверином стиле» на форуме «Большой Урал», Ельцин-центр, 25 сентября 2020 года

Звериный стиль — один из основных брендов Пермского края. Доктор исторических наук Любовь Фадеева назвала звериный стиль в числе трех традиционных культурных символов Перми (наравне с балетом и деревянной скульптурой).

## В культуре
В игре 2017 года «Человеколось», основанной на мифологии коми, а также других финно-угорских народов, авторы попытались осмыслить сюжеты, изображённые на артефактах пермского звериного стиля, и на их основе попытаться их реконструировать. В игре используется и эстетика пермского звериного стиля.

### Видео
- Документальный фильм «Древности Камской Чуди» (Пермская Студия Телевидения, 1967) на YouTube
- Лекция Михаила Перескокова «Пермский звериный стиль: происхождение и эволюция» на YouTube
- Лекция Оксаны Игнатьевой «Споры об этнической природе пермского звериного стиля» на YouTube